# Алтинкуль (міське селище)
Алтинкуль (до 1969 року — Кунград; узб. Олтинкўл, Oltinkoʻl) — селище в Узбекистані, у Кунградському районі Каракалпакстану.
Місто розташоване в дельті Амудар'ї. На західній околиці селища розташований аеропорт «Кунград».
Населення 20 463 мешканці (перепис 1989).
До 1969 року Алтинкуль мав статус міста і носив назву Кунград. Місто дало назву залізничній станції на лінії Бейнеу — Тахіаташ. У 1969 році місто Кунград було перетворене на смт і отримало назву Алтинкуль (що в перекладі означає «золоте озеро»), а сусіднє смт Желєзнодорожний, розташоване поруч із залізничною станцією, було перетворене на місто і перейменоване на Кунград за назвою станції.

## Клімат
Місто знаходиться у зоні, котра характеризується кліматом тропічних пустель. Найтепліший місяць — липень із середньою температурою 27.8 °C (82 °F). Найхолодніший місяць — січень, із середньою температурою -5.2 °С (22.6 °F).
| Клімат Алтинкуля        | Клімат Алтинкуля | Клімат Алтинкуля | Клімат Алтинкуля | Клімат Алтинкуля | Клімат Алтинкуля | Клімат Алтинкуля | Клімат Алтинкуля | Клімат Алтинкуля | Клімат Алтинкуля | Клімат Алтинкуля | Клімат Алтинкуля | Клімат Алтинкуля | Клімат Алтинкуля |
| Показник                | Січ.             | Лют.             | Бер.             | Квіт.            | Трав.            | Черв.            | Лип.             | Серп.            | Вер.             | Жовт.            | Лист.            | Груд.            | Рік              |
| Середня температура, °C | −5,2             | −3,9             | 3,7              | 13,5             | 20,8             | 25,5             | 27,8             | 25               | 18,9             | 10,5             | 4,3              | −1,7             | 11,6             |
| Норма опадів, мм        | 10.3             | 8.8              | 16.9             | 17.9             | 10.6             | 5.7              | 3.4              | 3.1              | 3.1              | 9.7              | 13.2             | 11.9             | 114.6            |
| Днів з опадами          | 6,3              | 5                | 6,1              | 6,1              | 4,2              | 2,9              | 1,9              | 1,4              | 1,9              | 4                | 4,7              | 6,2              | 50,7             |
| Вологість повітря, %    | 80.9             | 76.9             | 69.7             | 57               | 47.6             | 45.4             | 47.4             | 51               | 53.7             | 60.6             | 72.3             | 81.8             | 62               |
| ----------------------- | ---------------- | ---------------- | ---------------- | ---------------- | ---------------- | ---------------- | ---------------- | ---------------- | ---------------- | ---------------- | ---------------- | ---------------- | ---------------- |
| Джерело: Weatherbase    |                  |                  |                  |                  |                  |                  |                  |                  |                  |                  |                  |                  |                  |